# 성기 르네상스

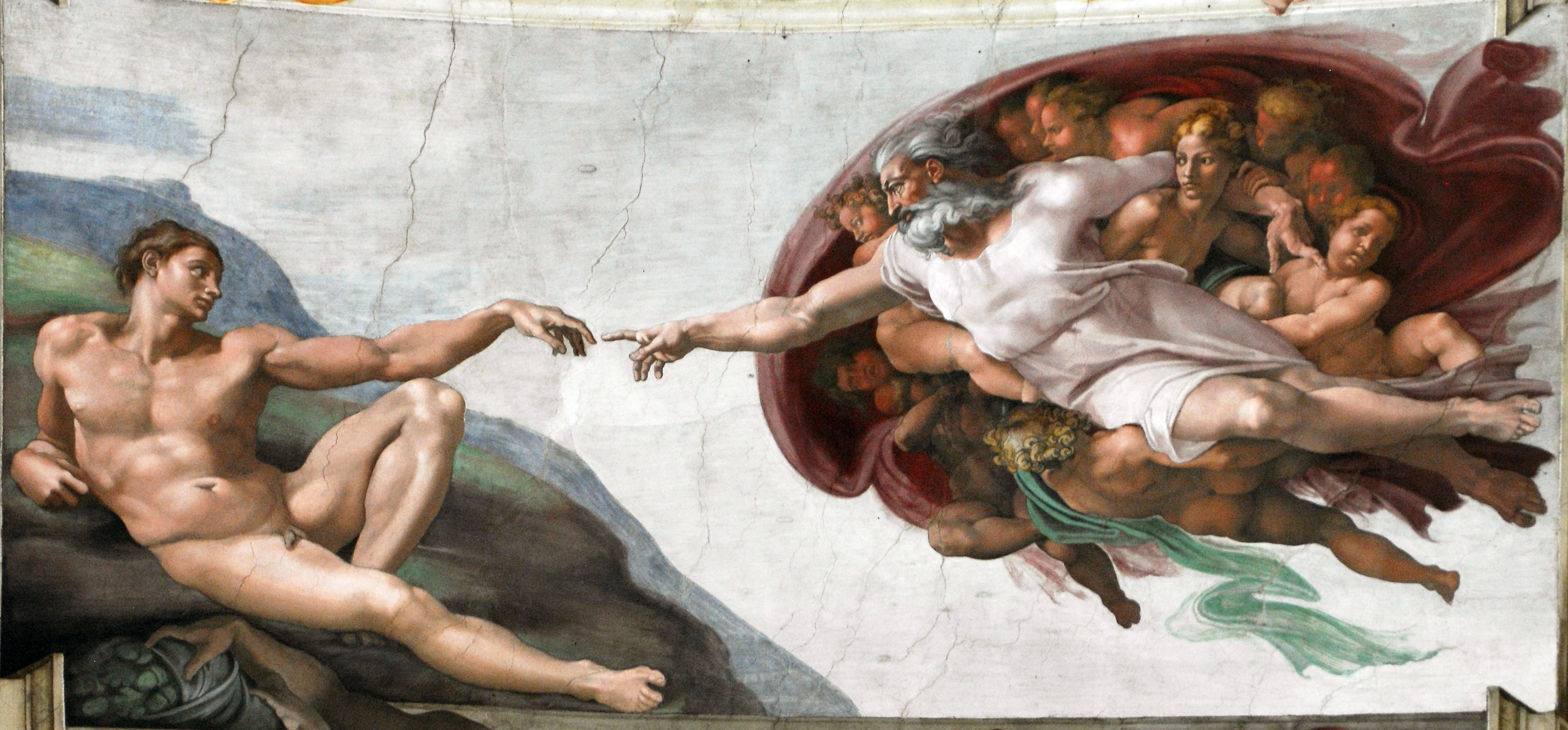

성기 르네상스(독일어: Hochrenaissance, 영어: High Renaissance)란 미술사에서 로마와 피렌체를 비롯한 이탈리아 도시국가들에서 비교적 짧은 기간 동안 이례적인 수의 걸작들이 쏟아져 나온 16세기 초엽을 말한다. 그 시작 시점은 1495년 또는 1500년이다. 성기 르네상스의 예술가로 가장 저명한 거장은 레오나르도 다 빈치, 미켈란젤로 부오나로티, 라파엘로 산치오, 도나토 브라만테 등이 있다. 대개 라파엘로가 죽은 1520년을 종료 시점으로 잡지만, 학자에 따라서 신성로마황제 카를 5세의 군대가 로마를 약탈한 1527년, 또는 피렌체 공화국이 멸망한 1532년 등 제설이 있다.
“성기 르네상스”라는 용어는 야코프 부르크하르트가 처음 사용했다.